# Мартин, Террас
Террас Джамаль Мартин (англ. Terrace Jamahl Martin; род. 28 декабря 1978 года) — американский музыкант, рэпер, певец, автор песен, продюсер и актер из Лос-Анджелеса, Калифорния. Наиболее известен как продюсер нескольких выдающихся артистов, включая Кендрика Ламара, Snoop Dogg, The Game, Баста Раймс, Стиви Уандера, Чарли Уилсона, Рафаэля Садика и YG. Мартин является мультиинструменталистом, чья музыка воплощает в себе различные жанры от фанка и джаза до классики и соула. В 2016 году Мартин выпустил шестой студийный альбом Velvet Portraits на своем недавно созданном лейбле Sounds of Crenshaw Records под управлением Ropeadope Records.

## Ранний период жизни
Отец Мартина, Эрнест «Керли» Мартин, джазовый барабанщик и член зала славы Omaha Black Music, а мать — певица. В детстве слушал музыку от Джона Колтрейна до Parliament. Начал играть на фортепиано в шесть лет. В 13 лет, продюсировал свои первые треки на синтезаторах Casio CZ-101 и E-mu SP-1200. Затем Мартина заинтересовал саксофон и он самостоятельно научился играть на нем. Позже он поступил в Среднюю школу Санта-Моники, чтобы отточить свои музыкальные навыки и умения. Позже перешел в Среднюю школу Локка и учился у Реджи Эндрюса. В школе он стал первым председателем Общегосударственного джазового оркестра. Будучи вундеркиндом, Мартин заинтересовал ведущего ток-шоу Джея Лено, который присвоил ему стипендию, а затем купил первый профессиональный духовой инструмент. После школы Мартин поступил в Калифорнийский институт искусств, но решил, что учеба не для него, начал гастролировать с Пафф Дэдди и госпел-хором God's Property.

## Музыкальная карьера
Мартин был признан голливудской элитой музыкальной индустрии, а также снискал расположение в мире джаза, где играл в качестве члена Billy Higgins' World Stage All-Stars. Большой прорыв Мартина произошел с выпуском релиза на радио Power 106 со Снуп Доггом. Он получил успех с треком «Joystick» группы 213 и стал одним из востребованных продюсеров Snoop Dogg, после того как попал в список создателей его альбомов R&G (Rhythm & Gangsta): The Masterpiece и Ego Trippin'. В 2007 году подписал контракт с Warner Bros. Records.
The Demo, дебютный альбом Мартина 2010 года, показывает его со стороны рэпера и продюсера. В альбоме появляются биты и куплеты от приглашенных артистов Snoop Dogg, Wiz Khalifa, Pete Rock, DJ Quik и Kurupt. 28 сентября 2010 года Террас Мартин и радиоведущая Деви Дев выпустили мини-альбом (EP) Here, My Dear. Первый сингл «Roll Up Another One» был записан при участии Wiz Khalifa и Overdoz. Также участие в записи приняли Snoop Dogg, Чарли Уилсон, Kurupt, Кендрик Ламар, U-n-i, Джеймс Фонтлерой и пианист Кеннет Крауч. Этот мини-альбом вдохновлен одноименным альбомом Марвина Гэя 1978 года. 21 декабря 2010 года Террас Мартин и Деви Дев запустили свой музыкальный онлайн-сериал #DeviTerraceTuesday. 22 февраля 2011 года они выпустили свой второй совместный проект, The SEX EP.

### 3ChordFold
В 2013 году Мартин выпустил 3ChordFold, студийный альбом в жанре фьюжн. За этим альбомом последовали 3ChordFold: Remixed в декабре 2013 года и 3ChordFold: Pulse весной 2014 года, в котором было много записей живых выступлений с участием Роберта Гласпера и Thundercat. В 2015 году Мартин активно участвовал в разработке получившего признание критиков альбома Кендрика Ламара To Pimp a Butterfly. 1 апреля 2016 года Мартин выпустил шестой студийный альбом Velvet Portraits на своем лейбле Sound of Crenshaw под управлением Ropeadope. В этом релизе представлены выступления его команды To Pimp A Butterfly: Камаси Вашингтона, Лалы Хэтэуэй, Роберта Гласпера и Thundercat. Записанный в Лос-Анджелесе и Омахе, штат Небраска, альбом Velvet Portraits также восходит к его корням. В записи участвовали его отец Кёрли Мартин на барабанах и легендарная соул-группа The Emotions. Альбом был номинирован в категории «Лучший R&B альбом» на 59-й премии Грэмми.
Помимо выпуска личных проектов, Мартин в настоящее время продюсирует альбомы для Херби Хэнкока, YG, SZA и Fergie. 
25 июня 2020 года Террас Мартин, Камаси Вашингтон, Роберт Гласпер и 9th Wonder объявили о создании группы Dinner Party. Они выпустили сингл "Freeze Tag", а 10 июля 2020 года был выпущен дебютный альбом.

## Влияние
Образцами для подражания Мартина являются Майлз Дэвис, Чарли Паркер, Джеки Маклин, Джон Колтрейн, Херби Хэнкок, Сонни Ститт, Гровер Вашингтон-младший, Доктор Дре, DJ Quik, Battlecat, DJ Premier, Пит Рок и 1580 K-Day. Мартин говорил: «Я начал создавать хип-хоп треки, потому что это была музыка моего времени, но я никогда не терял своей любви к джазу».

## Дискография

### Студийные альбомы
- Melrose (with Murs) (2011)
- The 4 Luv Suite (2012)
- 3ChordFold (2013)
- 3ChordFold: Pulse (2014)
- Times (2014)
- Velvet Portraits (2016)
- Sounds Of Crenshaw Vol. 1 (with The Pollyseeds) (2017)
- Dinner Party (with Robert Glasper, Kamasi Washington, 9th Wonder) (2020)

### Ремикс-альбомы
- 3ChordFold: Remixed (2013)
- Dinner Party: Dessert (2020)

### EP
- 808s & Sax Breaks (2010)
- The Sex EP (2011)
- Northside of Linden, Westside of Slauson (2019) (With Salaam Remi)
- Sinthesize (2020)
- Soul Juice (2020)
- Conscious Conversations (2020)
- They Call Me Disco (2020) (With Ric Wilson)
- Impedance (2020)
- Village Days (2020)

### Микстейпы
- Signal Flow (2007)
- Locke High (2008)
- Here, My Dear (2010)
- Hard Drives: Instrumentals Vol 1 (2011)
- Thoughts From Detention (2011)
- The Sex EP 2.0: Cease & Desist (2011)
- Locke High 2 (2011)

### Синглы
- "Pig Feet" (2020) (with Denzel Curry, Daylyt, G Perico, Kamasi Washington)